# Diccionari Etimològic i Complementari de la Llengua Catalana

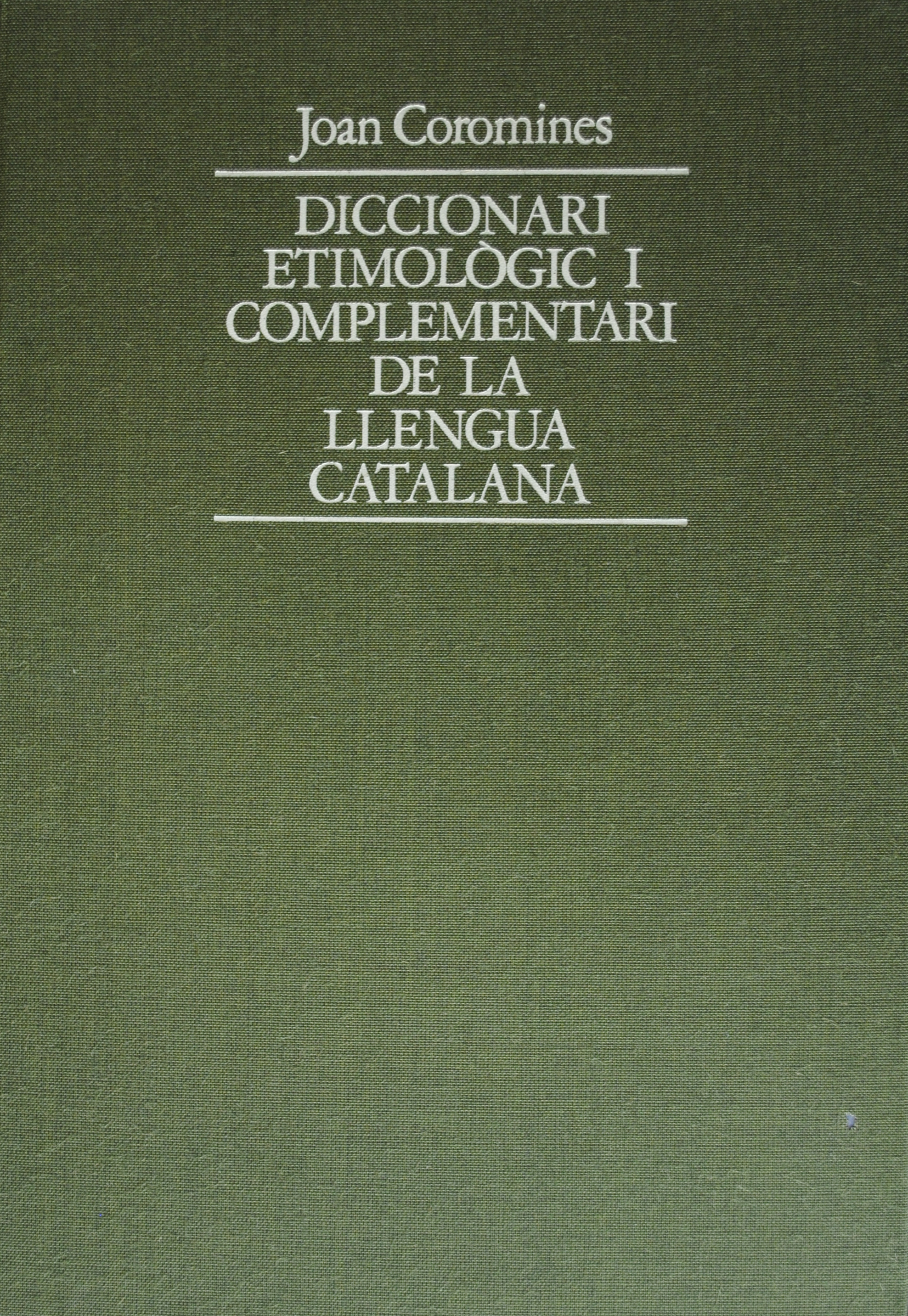
Un volume del dizionario

Diccionari Etimològic i Complementari de la Llengua Catalana (in italiano: Dizionario etimologico e complementare della lingua catalana) o DECat è un dizionario etimologico della lingua catalana scritto da Joan Corominas con la collaborazione di Joseph Gulsoy e Max Cahner.
Fu edito da Curial Edicions Catalanes ed è composto da nove volumi pubblicati tra il 1980 e il 1991; il decimo volume invece nel 2001 e contiene un supplemento e gli indici. Fu progettato con gli stessi criteri e metodologia  dei più grandi dizionari di lingua castigliana dell'autore: Diccionario crítico etimológico de la lengua castellana (1954-1957) e il Diccionario crítico etimológico castellano e hispánico (1980-1991).